# Sergio Martínez (Fußballspieler, 1974)
Sergio Antonio Martínez Aguirre (* 13. Oktober 1974 in Montevideo) ist ein ehemaliger uruguayischer Fußballspieler.

## Karriere

### Verein
Der 1,85 Meter große Torhüter Sergio Martínez stand von 1992 bis 1993 im Kader des uruguayischen Zweitligisten Sud América. In der Primera División folgte von 1994 bis ins Jahr 1997 eine Station bei Peñarol Montevideo. Die Aurinegros gewannen in den vier aufeinander folgenden Jahren seiner Zugehörigkeit 1994, 1995, 1996 und 1997 den Landesmeistertitel. Martínez wird allerdings nur in den Jahren 1995 und 1996 im Erstligakader geführt. Während dieses Zeitabschnitts ist mindestens in der Apertura 1995 und der Apertura 1996 je ein Erstligaeinsatz für ihn verzeichnet. 1998 stand er in elf Partien für Villa Española in der Primera División auf dem Platz. In der Apertura 1999 spielte er für Liverpool Montevideo. In den Jahren 2000 bis 2001 ging er ein zweites Engagement bei Peñarol ein und zählte wiederum zum Kader der Ersten Mannschaft. In der Clausura 2000 stehen drei Ligaeinsätze für ihn zu Buche. 2001 wird er sodann ebenfalls beim nunmehr in der Segunda División antretenden Liverpool Montevideo geführt. Im Torneo Clasificatorio 2002 bestritt er vier Spiele für Bella Vista. Im Folgejahr war er wieder für Liverpool Montevideo aktiv und kam in der Apertura 2003 dort zu zwölf Erstligaeinsätzen. Sodann wechselte er ins Ausland zu Olimpia Asunción und wurde bei den Paraguayern neunmal in der Apertura 2004 aufgestellt. 2005 stand er in Montevideo beim CA Cerro unter Vertrag. 2006 folgte eine weitere Station außerhalb des Landes beim kolumbianischen Verein Deportivo Pasto. In den Jahren 2007 bis 2008 spielte er noch für die Montevideo Wanderers. Als letzte Karrierestation wird in der Clausura 2009 der Zweitligist Club Sportivo Cerrito geführt.

### Nationalmannschaft
Martínez gehörte der uruguayischen U-20-Auswahl bei der U-20-Südamerikameisterschaft 1992 in Kolumbien an. Uruguay schloss das Turnier als Vize-Südamerikameister ab. Im Verlaufe des Turniers wurde er von Trainer Ángel Castelnoble sechsmal eingesetzt. Im Folgejahr trat er mit dem von Ángel Castelnoble trainierten Team ebenfalls bei der Junioren-Weltmeisterschaft 1993 an und erreichte das Viertelfinale. Dort musste man sich dem Gastgeber Australien geschlagen geben. Im Verlaufe des Turniers wurde er viermal eingesetzt.

### Erfolge
- Uruguayischer Meister 1995, 1996